# João Gomes (esgrimidor)
João Carlos Simões Ribeiro Gomes (Lisboa, 12 de julio de 1975) es un deportista portugués que compitió en esgrima, especialista en la modalidad de florete.
Ganó cuatro medallas en el Campeonato Europeo de Esgrima entre los años 1996 y 2003.

## Palmarés internacional
| Campeonato Europeo | Campeonato Europeo | Campeonato Europeo | Campeonato Europeo  |
| Año                | Lugar              | Medalla            | Prueba              |
| ------------------ | ------------------ | ------------------ | ------------------- |
| 1996               | Limoges (Francia)  | Medalla de bronce  | Florete individual  |
| 2000               | Funchal (Portugal) | Medalla de oro     | Florete por equipos |
| 2000               | Funchal (Portugal) | Medalla de bronce  | Florete individual  |
| 2003               | Bourges (Francia)  | Medalla de plata   | Florete individual  |